# 桂本神社 (高山市)
桂本神社（かつらもとじんじゃ）は、岐阜県高山市上宝町（旧・吉城郡上宝村）に鎮座する神社。

## 概要
創建時期は不詳。かつての名称は高田神社であり、火遠理大神と豊玉姫大神を祭神としていた。鎌倉時代、江馬氏がこの地域（高原郷）を支配すると、江馬氏は桓武平氏経盛流を称していたことから、貞応年間に葛原親王の像をつくり合祀。同時に桂本神社に改称する。
天正年間に兵火により焼失したが、新たに飛騨国領主となった金森長近により再興が行われ、万治2年（1659年）に本殿が再建された。
近代社格制度では1926年（大正15年）に郷社に指定。1954年（昭和29年）1月に岐阜県神社庁より県神社庁長参向指定神社（金幣社）の指定を受ける。
2021年（令和3年）2月、高山市上宝町鼠餅800の日枝神社（白幣社。祭神：大山咋神）を合祀する。

## 祭神
- 葛原親王
- 天津日高日子穂穂出見命
- 豊玉姫命
- 大山咋神

## 文化財
- 木造桂本神社神像

鎌倉時代作の4体の神像（神像2体、随神2体）。1957年（昭和32年）12月19日に岐阜県の重要文化財に指定されている。

## 交通アクセス
- 濃飛バス上宝・神岡線、国府･上宝線「上宝支所前」下車、徒歩約15分。